# Giuse Nguyễn Thế Phương
Giuse Nguyễn Thế Phương (tên tiếng Anh: Joseph Phuong Nguyen, sinh ngày 25 tháng 3 năm 1957) là một giám mục người Canada gốc Việt, hiện là giám mục chính tòa của Giáo phận Kamloops, Canada. Khẩu hiệu giám mục của ông là: "Đứng vững trong Chúa".
Ông sinh tại Buôn Ma Thuột, từng học tu tập tại tiểu chủng viện Lê Bảo Tịnh và lao động như một nông dân để phụ giúp gia đình đông con của mình. Ông nhiều lần bị cầm tù vì đức tin Công giáo và cũng nhiều lần trốn khỏi Việt Nam nhưng không thành công.
Khoảng năm 1986, Giuse Nguyễn Thế Phương đi tị nạn thành công đến Philipines nhưng bị tai nạn và hôn mê, vài tháng sau đó, ông phục hồi và năm 1987 đến Canada theo một chương trình đỡ đầu. Ông làm thợ sơn nhà để học tiếng Anh, và sau đó tiếp tục con đường tu tập và trở thành linh mục năm 1992. 
Ngày 1 tháng 6 năm 2016, Giáo hoàng Phanxicô bổ nhiệm linh mục Giuse Nguyễn Thế Phương làm Giám mục chính tòa Giáo phận Kamloops. Ngày tấn phong giám mục của ông diễn ra vào ngày 26 tháng 8 năm 2016.

## Thân thế và tu tập
Giám mục Giuse Nguyễn Thế Phương sinh ngày 25 tháng 3 năm 1957 tại giáo họ Mỹ Dụ, giáo xứ Vinh Đức (Hà Lan A), thuộc giáo phận Ban Mê Thuột, nay thuộc phường Thống Nhất, thị xã Buôn Hồ, tỉnh Đắk Lắk, nguyên quán thuộc giáo xứ Mỹ Dụ (nay thuộc xã Châu Nhân, huyện Hưng Nguyên, tỉnh Nghệ An), giáo hạt Cầu Rầm, giáo phận Vinh. Ông là anh cả trong một gia đình Công giáo có chín người con. Thân phụ ông là cụ ông Nguyễn Can. Ông có một người em là linh mục Phêrô Nguyễn Thế Tuyển, chủ tịch Liên Giáo sĩ & Tu sĩ Miền đông Canada, hiện đang mục vụ tại giáo phận Hamilton, Ont và 2 em gái khác là các nữ tu: Nữ tu Nguyễn Thị Nguyệt Cầu (tại Mỹ) và Nữ tu Nguyễn Thị Mai Duyên (tại Việt Nam). Ông cũng là anh họ của linh mục Gioan Baotixita Nguyễn Đình Lượng (Linh mục chính xứ Quảng Nhiêu).
Ông bắt đầu học tiểu chủng viện lúc 11 tuổi và nghiên cứu triết học và thần học để chuẩn bị cho chức linh mục. Năm 1969, ông học ở tiểu chủng viện Lê Bảo Tịnh, Ban Mê Thuột. Thời gian gián đoạn do thời cuộc, ông phải về quê nhà vừa dạy giáo lý trong nhà thờ, vừa lao động trên ruộng đồng như một nông dân để giúp gia đình. Ông đã bị chính quyền cầm tù ít nhất 2 lần vì đào tạo các giáo lý viên.
Ông trốn khỏi Việt Nam trên một chiếc thuyền, tuy nhiên, một cơn bão buộc thuyền trở lại bờ khiến ông và những người khác đã bị bắt giữ, bỏ tù, và bị tra tấn đến suy dinh dưỡng. Sau đó, ông đã thực hiện một nỗ lực thứ hai để chạy trốn Việt Nam bằng thuyền và lần này là một tàu chở dầu của Đức đưa họ đến Philippines. Ông sống trong một trại tị nạn ở quốc đảo này trong khi chờ đợi để được tài trợ để di chuyển đến Canada, nhưng ông bị tai nạn ô tô và bị hôn mê, tuy nhiên ông hồi phục trong vài tháng sau đó trong một trại tị nạn Philippines. Nhờ một chương trình đỡ đầu, ông đến Canada vào năm 1987. và làm thợ sơn để học Anh ngữ.
Ông vào chủng viện “Kitô Vua” tại Colombie Britannique và học triết học, thần học tại chủng viện thánh Phêrô ở London, bang Ontanrio, Canada. Chia sẻ lại khoảng thời gian này, ông nói: Tổng Giáo phận Vancouver "hoan nghênh và tiếp nhận tôi khi tôi đến Vancouver là một người tị nạn vào năm 1987, thông qua tổng giáo phận này, tôi được gọi, và cho tổng giáo phận này tôi đã được thụ phong linh mục, và với tổng giáo phận này, tôi đã được may mắn trong cuộc hành trình của tôi về đức tin và đời sống linh mục.

## Linh mục
Ông được Tổng giám mục Adam Exner, O.M.I. truyền chức linh mục mang giáo tịch ở Tổng giáo phận Vancouver vào ngày 30 tháng 5 năm 1992. Sau đó ông lần lượt thực hiện việc mục vụ tại một số giáo xứ trong giáo phận này: Linh mục phó xứ các giáo xứ thánh Giuđa ở Vancouver từ năm 1992 đến năm 1993, giáo xứ Đức Mẹ Vô nhiễm ở Delta từ năm 1993 đến năm 1995, giáo xứ Thánh Thể Chúa Kitô ở Vancouver từ năm 1995 đến năm 1997. Sau đó ông làm linh mục chính xứ các giáo xứ: Đức Mẹ Lòng thương xót ở Burnaby từ năm 1997 đến năm 2001, giáo xứ thánh Anrê ở Vancouver từ năm 2001 đến năm 2010.
Từ năm 2010 đến năm 2013, ông làm tuyên úy của văn phòng đặc trách Ơn gọi “Serra Club”. Ngoài ra ông còn là tuyên úy hội từ thiện Chevaliers de Colomb, tuyên úy các dòng tu và đến năm 2013 thì trở thành linh mục Tổng đại diện, kiêm thành viên Ủy ban tài chính của Tòa Tổng giám mục, Ủy ban Tư vấn chức Phó tế vĩnh viễn, tuyên úy đầu tiên của Mục vụ Tông đồ phó sự sống qua lời cầu nguyện, thành viên của Hội đồng Linh mục, Hội đồng các Trường Cao đẳng thanh tra và thẩm phán Tòa án Hôn nhân Công giáo. Ông cũng là một thành viên của Liên đoàn Quốc gia Hội đồng các linh mục.

## Giám mục
Ngày 1 tháng 6 năm 2016, Giáo hoàng Phanxicô bổ nhiệm linh mục Tổng đại diện Tổng giáo phận Vancover Giuse Nguyễn Thế Phương làm giám mục chính tòa Giáo phận Kamloops, kế vị Giám mục David J.J. Monroe về hưu.
Nói về việc bổ nhiệm này, trước đó, Sứ thần Tòa Thánh Luigi Bonazzi, đại diện của Giáo hoàng tại Canada nói trước và hỏi ý với ông về việc bổ nhiệm, ông đã trả lời là mình cần ba ngày để suy nghĩ và sau đó, ông chia sẻ: "Tôi thật sự bị bất ngờ vì tôi chưa bao giờ nghĩ mình sẽ là một giám mục, tôi không biết phải nói gì với sứ thần. Sau một hồi im lặng, tôi nói với ông ấy rằng tôi cần ít nhất ba ngày để suy nghĩ về nó và cầu nguyện cho việc này".
Ông cho rằng mình được chọn không phải vì xứng đáng nhiều hơn hoặc có khả năng hơn những người khác và không phải là về phẩm chất của ông, mà cho rằng đó là lòng thương xót của Thiên Chúa. Ông hy vọng đến thăm tất cả các giáo xứ và các nhiệm vụ trong Giáo phận Kamloops, trong đó bao gồm gần 120.000 cây số vuông của British Columbia, và mong muốn cử hành xác nhận và làm việc với giáo viên Công giáo, học sinh, giáo sĩ, tu sĩ, và giáo dân.
Tân giám mục Phương cũng có một thông điệp: "Như Thánh Augustinô đã nói, 'đối với bạn, tôi là giám mục, nhưng với bạn tôi là tín hữu Kitô giáo. Đối với Giáo hội trong giáo phận của Kamloops, chúng tôi là một gia đình. Xin cầu nguyện cho tôi khi tôi cầu nguyện cho bạn, và tôi mong được phục vụ bạn và làm việc với các bạn."
Lễ tấn phong giám mục cho ông diễn ra vào lúc 7 giờ sáng địa phương ngày 26 tháng 8 năm 2016.

## Nhận xét
Vị tiền nhiệm của ông, Giám mục David J. J. Monroe nhận xét ông:
“Giáo phận Kamloops sẽ được hưởng nhiều ơn ích từ vị mục tử tận tuỵ, thương người và có tinh thần cầu nguyện này. Là người đã thực sự chịu bách hại vì đức tin, Đức Tân giám mục sẽ là tấm gương khích lệ người Kitô hữu can đảm làm chứng trong thế giới của chúng ta.”
Tổng giám mục Vancover cũng nhận xét vị Tân giám mục:
"Tân giám mục là một vị giảng thuyết lôi cuốn, một người có tinh thần phục vụ và cổ vũ mạnh mẽ cho ơn gọi linh mục và tu sĩ."